# Conjunto de Khoja Gaukushan
O conjunto de Khoja Gaukushan ou de Khoja Gaukushon (em usbeque: Govkushon majmuasi) é um grupo de edifícios islâmicos, um dos maiores conjuntos monumentais da cidade de Bucara, Usbequistão, que faz parte do sítio do Património Mundial da UNESCO "Centro histórico de Bucara". Situa-se na parte medieval da cidade, junto ao canal Shah Rud, e é composto pela  Mesquita Khoja Kalon, um hauz (tanque ou lago artificial) e duas madraças (Khoja Gaukushan e Mir Haidar Bala). O seu nome, Gaukushan, significa "matança de touros"; o local era um matadouro antes de ter sido convertido numa área de comércio. O nome Khoja é uma referência aos cojas que mandaram construir o conjunto. Os primeiros monumentos foram construídos entre 1562 e 1579.

## História e descrição
A maior parte do conjunto monumental foi construída pela poderosa família Jubari (ou Djuibar ou Dzhuybarian) entre 1562 e 1579. A Madraça Mir Haidar Bala, situada a leste do hauz, foi construída mais tarde. Os Jubari eram cojas e estiveram muito ligados à ascensão ao poder de Abedalá Cã II (r. 1583–1598), o último monarca xaibânida do Canato de Bucara, que governou a cidade a partir de 1557. A família era então liderada por Khwajah Islam (1492/3–1563) e pelo seu filho Khwajah Sa'd (ou Khoja Saad; m. 1589), também conhecido como Khoja Kalon (Grande Coja), donos dum vasto império comercial e figuras proeminentes da comunidade islâmica Naqshbandi local. Os Jubaris contribuíram significativamente para o desenvolvimento urbano de Bucara na segunda metade do século XVI, tendo adquirido terra no interior da cidade para construírem espaços comerciais cobertos, hamames, caravançarais e outros edifícios comerciais. Apesar do conjunto Gaukushan não lhes tivesse trazido lucros diretamente, ele formou o núcleo dum novo "subcentro da cidade" e atraiu residentes para a área.
O conjunto organiza-se em dois dos lados dum hauz octogonal — a mesquita, fica a oeste, a Madraça Gaukushan a sudoeste, não estando virada para o hauz, entre as duas ergue-se o minarete e a Madraça Mir Haidar Bala situa-se a leste, em frente à mesquita. A mesquita e a madraça construídas pelos Jubari foram integradas nas ruas já existentes, pelo que a madraça tem planta trapezoidal, devido a estar entre duas ruas que se cruzam. A mesquita tem a planta retangular usual, mas como o seu eixo é paralelo à rua, a parede da quibla não está na direção exata de Meca. Devido ao facto da parte norte da mesquita, onde se situava a sala de orações, ter sido demolida, não se sabe como foi resolvida essa inclinação correta, se é que foi resolvida.
O hauz é alimentado pelo canal Shah Rud, que passa nas proximidades. A prática de colocar as mesquitas junto a um hauz começou durante o reinado de Ubaide Alá Cã (r. 1534–1539) e permaneceu popular depois disso. A sudoeste do hauz encontra-se um alto minarete, o mais alto de Bucara a seguir ao Minarete Kalyan, o qual se liga à mesquita por uma ponte pedestre.